# 寸
寸（すん）は、尺貫法における長さの単位であり、日本では約 30.303 mmである。尺の10分の1と定義される。寸の10分の1が分（ぶ）である。平安時代には「す」と書かれることもある。古代の文献では訓で「き」と呼ぶこともある。

## 定義
日本では明治時代に1尺＝10/33 mと定められたので、1寸は正確に1/33 m、すなわち約30.303 mmである。台湾もその定義を従う。これは曲尺による寸であり、他に鯨尺に基づく寸などもある。鯨尺での1寸は正確に25/660 mであり、約37.879 mmである。
中国の市制では、1尺＝1/3 mと定めたので、1寸は約33.333 mmとなる。なお、中国ではかつて国際単位系のデシメートル(dm)を「公寸」、ヤード・ポンド法のインチを「英寸」と呼んでいたが、現在はデシメートルは「分米」という。

## 起源
漢字の「寸」は「尊」の略体であり、この文字を長さを指す単語に当てるのは仮借による。『説文解字』には「人の手へだつること一寸、動脈これを寸口といふ」という記述があり、ここから、手の平の下端から1寸の位置で脈を計るため、「寸」の文字がこの長さを表すようになったとする説があるが、これは誤った分析である。
一方、古代中国では音階の基本音（黄鐘（おうしき））を出す音の笛に、粒が均一な秬黍（くろきび）90粒を並べ、その1粒分の長さを分（ぶ）と定め、その10倍を寸としたともいわれている。

## 用法
日本では、成人男性の身長はおおむね5尺台（約150 cm – 180 cm）であったので、身長を言う時には「5尺」を省略してその下の寸だけを言った。例えば「身長4寸」と言われれば、それが5尺4寸の意味であるということは、尺貫法が広く使われていた時代にはほぼ常識であった。また、勾配（角度）を表すときに、水平方向1尺に対する垂直方向の長さを寸を単位として表していた。
古代には馬の体高についても同様に尺を略した言い方が使われることがあった。日本在来馬を参照。
現在では一部業界を除き、メートル法が普及したため、一般には単位として使用されることは少なくなった。しかし、今でも「寸法」という言葉もあるように「長さ」の意味でも用い、さらに「寸劇」「寸志」「寸評」「寸断」「一寸（ちょっと）」「寸暇」など、短いこと、わずかなことの意味として用いるなど、言葉としては様々な形で残っている。
漢方医学の鍼の長さに寸がよく使われる。なお、経穴の位置を示すのに、伝統的に中指の第一関節から第二関節までの（紋の間の）の長さを1寸とすることがあった。丹田の位置を示す「へそ下三寸」など。
現代日本におけるケーキの直径には「～号」という名称が用いられるが、その号数については、1寸に相当する約30mmを1号としている。

## 単位の相関
|                | メートル（SI単位） | インチ   | フィート   | ヤード     | 寸        | 曲尺      | 鯨尺       |
| -------------- | ------------------ | -------- | ---------- | ---------- | --------- | --------- | ---------- |
| 1 m(メートル)  | = 1                | ≈ 39.370 | ≈ 3.2808   | ≈ 1.0936   | = 33      | = 3.3     | = 2.64     |
| 1 in(インチ)   | = 0.0254           | = 1      | ≈ 0.083333 | ≈ 0.027778 | = 0.8382  | = 0.08382 | = 0.067056 |
| 1 ft(フィート) | = 0.3048           | = 12     | = 1        | ≈ 0.33333  | = 10.0584 | = 1.00584 | = 0.804672 |
| 1 yd(ヤード)   | = 0.9144           | = 36     | = 3        | = 1        | = 30.1752 | = 3.01752 | = 2.414016 |
| 1 寸           | ≈ 0.030303         | ≈ 1.1930 | ≈ 0.099419 | ≈ 0.033140 | = 1       | = 0.1     | = 0.08     |
| 1 尺(曲尺)     | ≈ 0.30303          | ≈ 11.930 | ≈ 0.99419  | ≈ 0.33140  | = 10      | = 1       | = 0.8      |
| 1 尺(鯨尺)     | ≈ 0.37879          | ≈ 14.913 | ≈ 1.2427   | ≈ 0.41425  | = 12.5    | = 1.25    | = 1        |